# Лобковская волость

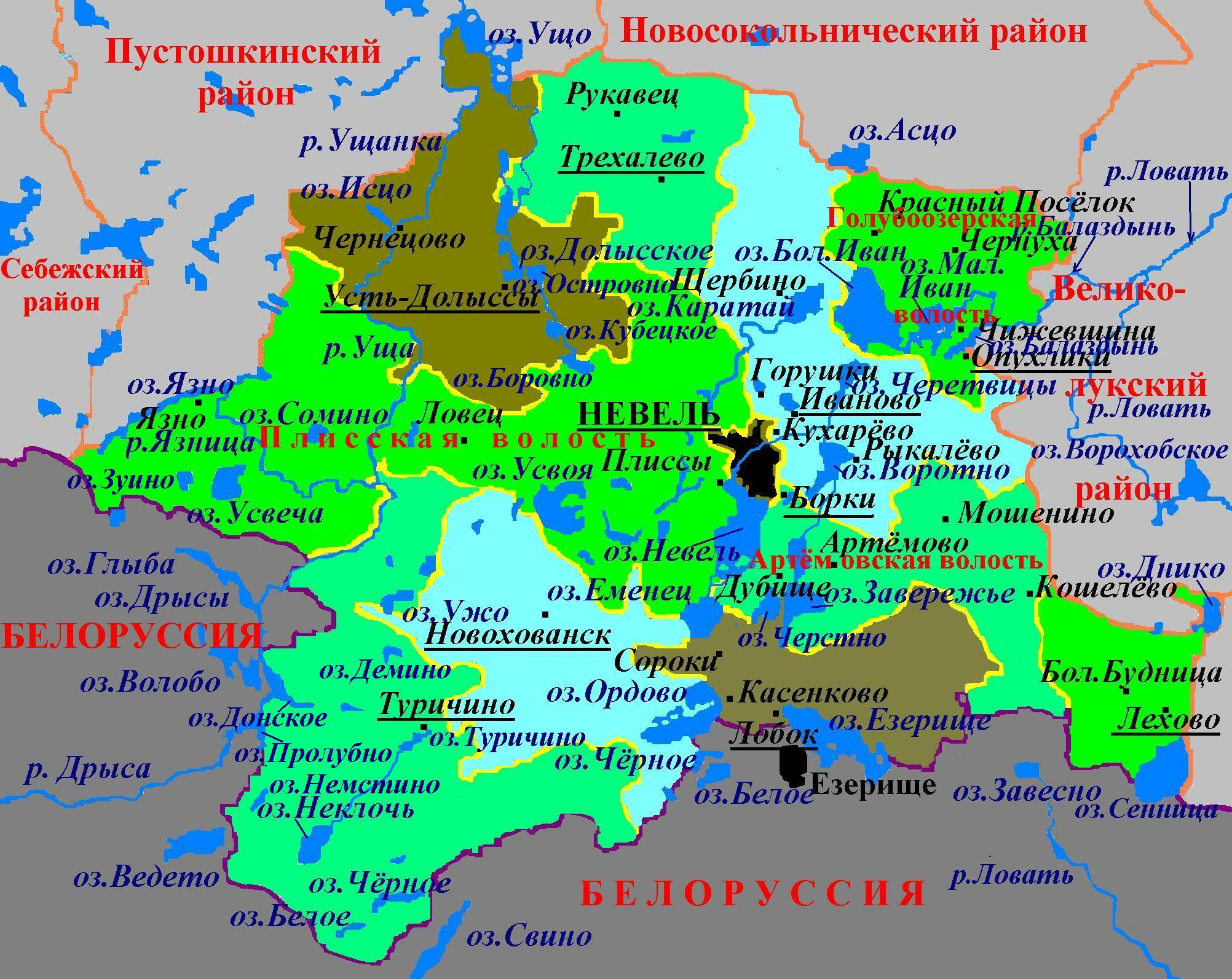
Административное деление Невельского района в 2005—2015 гг.

Лобковская волость — упразднённая административно-территориальная единица 3-го уровня и бывшее муниципальное образование со статусом сельского поселения в Невельском районе Псковской области России.
Административный центр — деревня Лобок.

## География
Территория волости граничила на западе с Новохованской, севере и востоке — с Артёмовской, на юге — с Витебской областью Республики Беларусь.
На территории волости расположены озёра: Еменец (4,5 км², глубиной до 3,3 м), Оборотно (0,74 км², глубиной до 5 м) и др., а также граничит по побережью с озёрами: Ордово (8,0 км², глубиной до 3,6 м: погранично с Новохованской волостью и с Белоруссией), Завережье (6,7 км²: погранично с Артёмовской волостью), Черстно (1,9 км²: погранично с Артёмовской волостью) и Езерище (погранично с Белоруссией).

## Население
| 2002 | 2010 | 2012 | 2013 | 2014 | 2015 |
| ---- | ---- | ---- | ---- | ---- | ---- |
| 955  | ↘768 | ↘749 | ↗762 | ↘751 | ↘733 |

## Населённые пункты
В состав Лобковской волости входило 40 деревень — Аксёново, Барсуки, Блинки, Борисово, Борок, Высоцкие, Горки, Дубно-1, Еменец, Еськино, Желуды, Зуи, Козлово, Козлово, Козлы, Косенково, Лемеши, Лобок, Макары, Маслюки, Мачулище, Мисники, Моржино, Морочево, Мыленки, Осетище, Осиновка, Палкино, Рыжаки, Семёновка, Смольники, Сороки, Стабурово, Терпилово, Усово, Худоярово, Черняи, Шеляково, Шерстино, Шесто.
Ранее на территории волости, в Лобковский сельсовет,  входили деревни Богозино (упразднена решением Псковского облисполкома в 1987 году), Краваи, она же Караваи (упразднена решением Псковского облисполкома в 1988 году), Крякино (упразднена решением Псковского облисполкома в 1987 году).

## История
Постановлением Псковского областного Собрания депутатов от 26 января 1995 года все сельсоветы в Псковской области были переименованы в волости, в том числе Лобковский сельсовет был превращён в Лобковскую волость.
Законом Псковской области от 28 февраля 2005 года в границах волости было также создано муниципальное образование Лобковская волость со статусом сельского поселения с 1 января 2006 года в составе муниципального образования Невельский район со статусом муниципального района.
Законом Псковской области от 30 марта 2015 года Лобковская волость была упразднена и вошла в состав Артёмовской волости.